# 焦電効果形光センサ
焦電効果形光センサ（しょうでんこうかけいひかりセンサ）は、焦電効果を使う光センサである。

## 種類
焦電形赤外線センサ
強誘電体セラミックが使われている。
チタン酸ジルコン酸鉛系セラミック (PZT)
PZTに高電圧をかけて(3kV/mm～5kV/mm)分極させる。
この処理により素子表面に現れた正と負の電荷は空気中の逆極性の電荷と電気的に中和される。
素子表面で温度変化があると温度変化の大きさに応じて電荷の中和が変わる。